# Nomia pulchribalteata
Nomia pulchribalteata là một loài Hymenoptera trong họ Halictidae. Loài này được Cameron mô tả khoa học năm 1901.